# Boháňka
Boháňka (německy Bohanka) je obec na hřebeni Vřešťovského chlumu v okrese Jičín v Královéhradeckém kraji. Žije v ní 265 obyvatel. Obec leží šest kilometrů od Hořic, 25 kilometrů od Jaroměře, Hradce Králové a Dvora Králové. V blízkosti obce leží obce Miletín a Velký Vřešťov. Z obce je výhled téměř do celého kraje a na vrcholky Krkonoš. Obcí vedou turistické a cykloturistické trasy. Obec je oblíbenou rekreační lokalitou.
V obci se nachází venkovní sochařská expozice sochařů skupiny Boháňka, kterou tvoří řada zvučných jmen.

## Historie
Podle historika Václava Vladivoje Tomka došlo u Boháňky v roce 1100 k velké bitvě mezi Čechy a Poláky vedenými Boleslavem Chrabrým. První písemná zmínka o obci pochází z roku 1378.

## Obyvatelstvo
| Rok            | 1869 | 1880 | 1890 | 1900 | 1910 | 1921 | 1930 | 1950 | 1961 | 1970 | 1980 | 1991 | 2001 | 2011 | 2021 |
| -------------- | ---- | ---- | ---- | ---- | ---- | ---- | ---- | ---- | ---- | ---- | ---- | ---- | ---- | ---- | ---- |
| Počet obyvatel | 666  | 732  | 730  | 662  | 606  | 579  | 560  | 386  | 330  | 281  | 259  | 221  | 211  | 206  | 249  |
| Počet domů     | 94   | 101  | 107  | 109  | 110  | 107  | 116  | 132  | 107  | 102  | 93   | 116  | 129  | 138  | 119  |

## Obecní správa

### Části obce
- Boháňka
- Chloumek
- Skála
- Votuz

### Obecní symboly
Znak a vlajka byly obci uděleny rozhodnutím předsedy Poslanecké sněmovny Parlamentu České republiky dne 21. června 2018.

## Pamětihodnosti
Obec proslavil boháňský pískovec těžený v lokalitě Skála. Z hořických pískovců je to nejtvrdší a nejtrvanlivější typ a je zavedeným pojmem v sochařsko-kamenické a figurální činnosti. Z pískovce těženého v obci je vystavěna např. Bílá věž v Hradci Králové; bylo ho použito při výstavbě města Josefov u Jaroměře, dále na různých stavbách v Praze a na mnoha dalších v českých městech. V katastru obce je v blízkosti vodojemu stálá expozice sochařské tvorby kamenické školy Hořice a mohutný pískovcový blok vztyčený na památku mistra Jana Husa v roce 1915.

### Keltské sídliště
Asi 300 metrů od vesnice Skála leží Třebovětický rondel. Toto kultovní místo je v současné době ve špatném stavu, stále však v památkové péči a zákonem chráněné. V místě proběhl archeologický průzkum. Nalezené předměty jsou v úschově muzea.

### Přírodní sochařská expozice
V blízkosti vodovodního Aqvarelu mezi obcí Boháňka a její místní částí Skála vznikla v letech 1968–1969 stálá expozice sochařské skupiny „Boháňka“: akad. soch. Ellen Jilemnická, akad. soch. Pavel Ježek , akad. soch. Jan Měšťan, akad. soch. Michael Bílek, prof. akad. arch. Petr Keil, soch. Ivan Jilemnický, doc. ak. soch Pavel Jarkovský, doc. akad. soch. Pavel Mizera, akad. soch. Jiří Dostál.
Sochy jsou vytesány z tvrdého boháňského pískovce pocházejícího z obecního lomu zvaného KUKS. Umístění soch mělo svůj hlubší význam vzhledem k názvu obce Boháňka, kamenické minulosti a především vzhledem k nedalekému keltskému hradišti kruhového tvaru. Z prostoru přírodního rozmístění soch je výhled na vrcholky Krkonoš, vrch Zvičina. Leží na žluté turistické trase.

### Další pamětihodnosti
- Javory v Boháňce
- Boží muka